# Elisa Volpini
Elisa Villar Jurado, més coneguda com a Elisa Volpini o "La Volpini", (Madrid, 21 de juliol de 1835 o 1838 - Madrid, febrer de 1907), fou una soprano de coloratura espanyola.

## Biografia

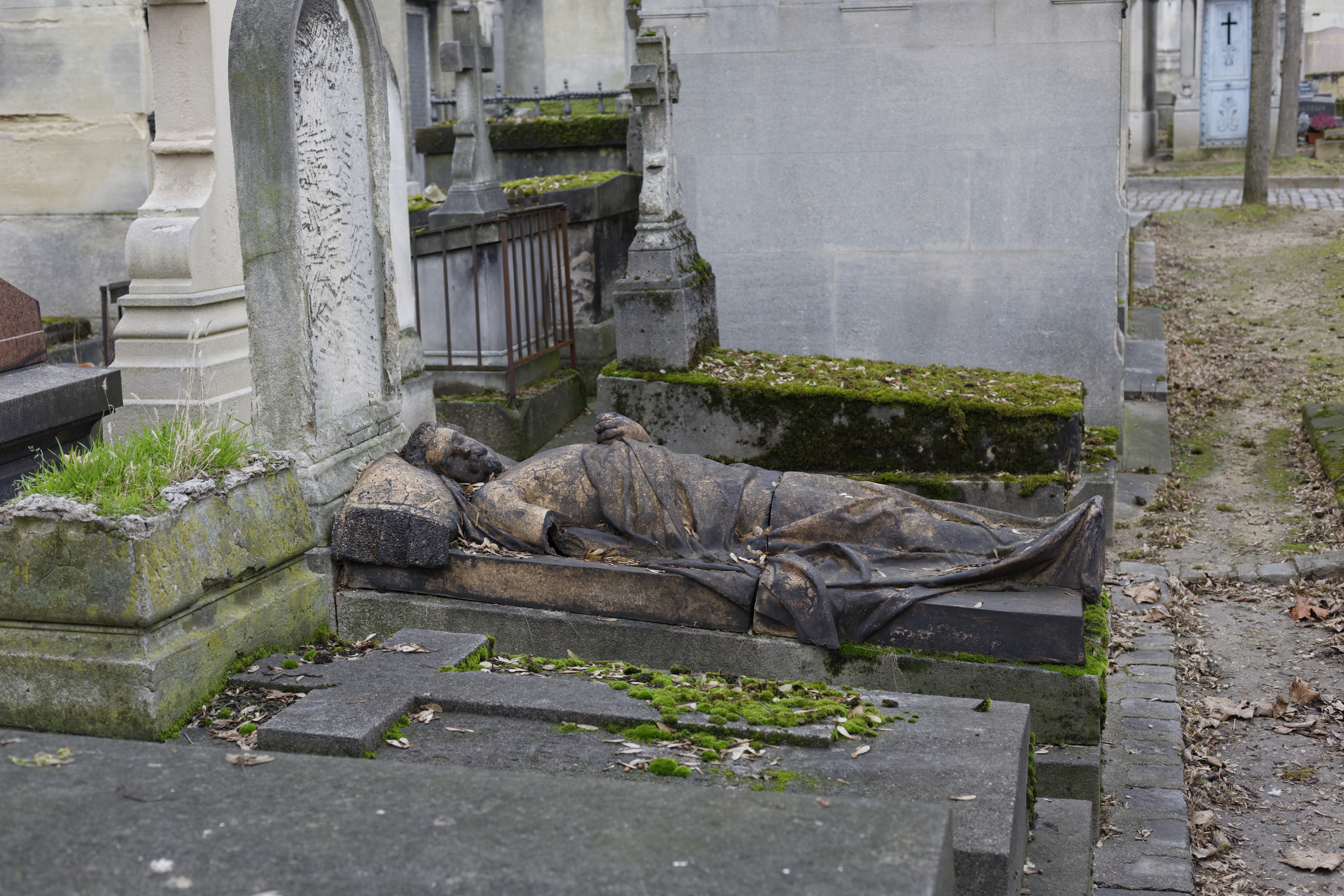
Tomba d'Ambrogio Volpini al cementiri del Père-Lachaise de París.

Fou filla d'un músic major, Germán Villar, natural de Toledo, i de la seva esposa Dolores Jurado, natural de Cartagena. Elisa va mostrar des de la seva infància aptituds especials per la música, rebent del seu pare la necessària instrucció artística, que més tard completà pràcticament, formant ja part com a tiple comprimària en companyies líriques, o sota la direcció del tenor Ambrosio Volpini (Cremona, Itàlia, 1827 - París, 1871), amb el que va contraure matrimoni a Cadis l'any 1854. El juny de 1856 el tenor va marxar a Anglaterra i a Irlanda, on va actuar en la temporada 1856-1857 (entre novembre de 1856 i maig de 1857) de diferents teatres en diverses òperes. Més tard el matrimoni es traslladar a Mèxic, on Elisa va obtenir els primers triomfs com a soprano lleugera. En aquell país va néixer, el 28 de desembre de 1858, la seva filla María de la Espectación Rosa Volpini Villar. L'any 1860 van anar tots dos a actuar a l'Havana, tornant més tard a Europa, arribant a Irlanda el maig de 1861. Elisa es va consagrar com a prima donna en el Théâtre Italien de París aquella temporada d'hivern 1861-1862, actuant a París al llarg dels anys amb cantants com ara Alboni, Mario, Graziani i altres notabilitats de l'època. En aquest teatre debutà el 1861 interpretant l'òpera Martha de Friedrich von Flotow. El seu marit ja no va cantar professionalment després de l'arribada a Europa. Abans de ser mare per segona vegada el 15 de gener de 1862, d'Alfredo Volpini, Elisa va actuar el juny de 1861 al Gran Teatre del Liceu de Barcelona, on va interpretar Rigoletto i Un ballo in maschera de Verdi. Va tornar a aquest teatre al desembre de 1862, per a interpretar de nou ambdues òperes i a més El barber de Sevilla de Gioachino Rossini, el març de 1863, i La traviata de Verdi, l'abril del mateix any. El seu marit, malgrat aparèixer en el llistat de la companyia, no va actuar en cap obra. El mes de setembre els propietaris del Liceu atorgaven la temporada següent a l'empresari Amedeo Verger, fidel amic dels Volpini-Villar. Amedeo Verger havia estat el gener de 1862 un dels testimonis del naixement d'Alfredo Volpini Villar i habitava al mateix edifici del número 2 del carrer Rossini de París que el matrimoni Vopini-Villar. Verger fou un agent teatral, que havia estat agent de teatre a Madrid, al Teatre Circ, i que després de la etapa al capdavant del Liceu seria director, el 1872, del Théâtre-Italien de París.
Després de les actuacions al Liceu, Elisa Volpini va marxar amb la mateixa companyia que va fer la temporada a Barcelona a fer-ne l'estiuenca de Londres, actuant-hi entre el juny i l'agost de 1863 al Her Majesty's Theatre. A finals d'agost era contractada per a Liverpool i més tard a Dublín (setembre i octubre) i altres indrets, incloses sales de concert, juntament amb el seu marit, Ambrogio Volpini, per primera vegada en aquella ciutat i per primer cop en cinc anys sens interpretar cap obra a un escenari professional. Després de Dublín van tornar a Londres, on van obtenir continuats èxits al llarg dels mesos d'octubre, novembre i desembre de 1863. A finals d'aquest mes va marxa a Viena, al Teatre Imperial, on va interpretar Lucia di Lammermoor de Gaetano Donizetti i va començar el 1864 interpretant Un ballo in maschera. De Viena A Barcelona, on va participar en Martha (18 de gener) i en l'estrena al Gran Teatre del Liceu de l'òpera Faust de Charles Gounod, el 17 de febrer de 1864. Després va tornar al Her Majesty's Theatre de Londres per a la temporada de primavera, que va començar el 9 d'abril de 1864. A la companyia també figurava Ambrogio Volpini, com a tenor. Tant el 1863 com el 1864, la direcció musical de la companyia a les Illes Britàniques va córrer a càrrec del director d'orquestra italià Luigi Arditi. Hi van romandre fins a finals d'agost de 1864. Després va marxar a Lisboa, al Teatro São Carlos, on va participar en les òperes Rigoletto, La traviata, Martha, Semiramide i Guillaume Tell. Després va fer la temporada de primavera al Teatre Imperial de Viena.
L'estiu de 1865 Elisa va fer la temporada a Madrid amb la companyia d'òpera del Théâtre-Italien de París. Va començar al Teatre de Rossini, instal·lat al recinte dels Camps Elisis de la capital, interpretant Faust de Charles Gounod. En la seva crònica pel diari La Nación, el periodista i escriptor Benito Pérez Galdós: «Posseeix un atractiu superior al de la seva veu delicada i al de la seva escola: és l'atractiu de la seva modèstia». En la companyia també figurava Ambrogio Volpini. Acabada la temporada va marxar de nou a Lisboa, on va cantar el novembre La traviata, Martha i Faust al Teatro São Carlos amb bones crítiques, i es va anunciar la seva contractació per part del teatre de Porto, per a interpretar diverses òperes del seu repertori. No obstant, no consta que hi anés. Va abandonar Lisboa l'abril però va tornar l'octubre següent, contractada per la nova temporada d'hivern. Al seu repertori va afegir-hi Les Huguenots de Giacomo Meyerbeer. Va cantar també al teatre de Coïmbra abans de terminar la seva temporada portuguesa.
Para la temporada de primavera de 1867 fou contractada pel Teatre Principal de València, on debutà amb Faust. Poc després, s'anunciava que havia estat contractada per una companyia de teatre italià que devia actuar a Sant Petersburg. Abans de marxar cap a Rússia, a finals d'any va néixer a París, el 18 de novembre, un altre fill del matrimoni: Pedro Volpini Villar, inscrit com Pere-César Volpini. La família continuava tenint el mateix domicili, al carrer Rossini del 2n districte de París. De nou Amedeo Verger fou testimoni en la inscripció del nadó al registre civil.
Va debutar a Sant Petersburg amb l'òpera Don Pasquale de Gaetano Donizetti, obtenint un gran èxit, al qual va seguir un nou triomf amb Faust de Gounod. Segons deien les cròniques, en una de les representacions d'aquest òpera l'emperador Alexandre II de Rússia, assabentat de l'èxit de la cantant, va fer aturar la interpretació fins que ell hi pogués arribar al teatre, per poder-la escoltar en els dos últims actes de l'obra. El gener de 1868 participava en la interpretació de l'òpera Crispino e la comare composta pels germans Luigi i Federico Ricci, segons aquest segon el director de l'obra. L'abril de 1868 debutava a Varsòvia, interpretant l'òpera Lucia di Lammermoor. Després de passar per Moscou, va arribar a Sevilla, on va interpretar la mateixa òpera el maig de 1868 al Teatre de San Fernando. Va tornar a Sant Petersburg per a la temporada d'hivern, interpretant Martha a finals de novembre. Hi va romandre fins a la primavera.
La primavera de 1869 Elisa va tornar a Londres, començant la temporada al Theatre Royal Lyceum el 3 de maig amb Rigoletto. Aquesta participació succeïa poques setmanes després d'un trist incident ocorregut a Sant Petersburg, en ocasió de l'últim concert de la temporada de la companyia d'òpera italiana a la qual hi participava. En el comiat, la famosa soprano Adelina Patti, malalta, no es va trobar en condicions com per poder cantar l'òpera prevista, Don Pasquale de Donizetti, i va demanar poder cantar a canvi La sonnambula de Vincenzo Bellini. En acabar el segon acte, la soprano va anunciar que no podia continuar i Elisa Volpini la va substituir, rebent per part del públic una gran esbroncada al llarg de totes les seves intervencions.
Va tornar a Sant Petersburg per a la temporada d'hivern. A finals de l'any es va estrenar mundialment al teatre de la ciutat l'òpera Esmeralda de Fabio Campana, participant Elisa Volpini en l'estrena, una obra basada en la novel·la Notre-Dame de Paris (1831) de l'escriptor Victor Hugo. Després va marxar cap a Londres, al Teatre Drury-Lane, per a la temporada de primavera, on va interpretar obres al llarg del període abril-agost. El 19 de juliol de 1870 esclatava la guerra francoprussiana, que no va afectar els contractes d'Elisa Volpini a l'est d'Europa, anunciant-se al mes d'octubre que actuaria a l'obertura de la temporada del 19 d'octubre a Moscou i apareixeria als teatres d'aquesta ciutat i de Sant Petersburg.
El març de 1871 Ambrogio Volpini i Elisa van viatjar a Sevilla, des de Southampton i via Gibraltar, per a la temporada de primavera del Teatre San Fernando. A començaments de juliol es presentava al Teatre d'Homburg, on el 4 de juliol va participar en al representació de Faust i més tard en la de Don Pasquale.
Menys de tres anys després del naixement del seu fill Pedro, el 13 de setembre de 1871, moria a París el tenor Ambrogio Volpini, al domicili del Bulevard dels Italians, a prop de l'anterior del carrer Rossini. Malgrat això, Elisa va fer la temporada d'hivern a Sant Petersburg. El gener de 1872 el Teatro de la Zarzuela de Madrid informava sobre la seva contractació per a la temporada d'òpera del teatre. Per a aquesta temporada, contractada per Amedeo Verger, figurava també en la companyia el baríton Napoleone Verger, a qui la premsa presentava com a germà d'Amedeo Verger i cunyat d'Elisa Volpini. Per el dilluns 1 d'abril de 1872 estava previst el debut al Teatro de la Zarzuela, interpretant La traviata, però es va haver d'ajornar dos dies a causa d'una indisposició de la cantant madrilenya. Pocs dies més tard ambdós participaven al mateix teatre en les representacions de Don Pasquale i a finals d'abril Elisa ho feia en Rigoletto. Al maig cantava al mateix teatre La traviata, Faust i Lucia di Lammermoor, aquesta en la funció de benefici que li van fer el 27 de maig. Acabada la temporada madrilenya a començaments de juny, va ser contractada per a la temporada d'hivern de Sant Petersburg, en una companyia a la qual anava contractat també el tenor Andrés Marín, amb cognom artístic Marini, qui alguns anys després esdevindria el seu segon marit.
Després de la temporada de Sant Petersburg va arribar a la primavera a Sevilla, al Teatro San Fernando, l'abril de 1873. Sense gaires notícies seves al llarg de l'any, tret d'un concert a París, es va anunciar la seva participació a la temporada d'hivern de Sant Petersburg 1874-1875. Va fer després la temporada de primavera a Sevilla, on va cantar entre altres òperes La traviata de Verdi i Dinorah de Giacomo Meyerbeer. A començaments de juny es va traslladar a París, cancel·lant la seva participació al teatre de Cadis. De seguida es va anunciar la seva participació a la temporada d'hivern de Sant Petersburg, però a començaments de 1875 arribava a Barcelona, on, al Liceu, participava a la temporada 1874-1875 en Lucia di Lammermoor, Don Pasquale, La traviata, Linda di Chamounix de Donizetti, El barber de Sevilla i I puritani de Vincenzo Bellini.
L'any següent va tornar al Liceu per a participar en la temporada 1875-1876 de primavera, interpretant Lucia di Lammermoor, Matha, Faust, La traviata i Rigoletto, obra amb la qual terminava, el 29 de maig de 1876, la temporada de primavera del teatre i les participacions d'Elisa Volpini al teatre. Abans de marxar d'Espanya va signar contracte per a participar en una companyia que havia d'actuar al nou Teatre Payret de L'Havana, inaugurat justament amb aquella companyia. Va arribar a L'Havana el 13 de gener de 1877 en un vaixell procedent de la ciutat francesa de St. Nazaire, acompanyada de la seva filla Rosa. Pocs dies més tard la premsa anunciava, erròniament, el seu traspàs, juntament amb una altra prima donna de la companyia. La notícia fou desmentida pocs dies després. Després de passar tot l'any 1877 a L'Havana, va arribar a la Península el gener de 1878.
Allunyada de l'escena durant molt de temps, va contraure segones núpcies l'abril de 1879, segons un diari, o el 26 de novembre de 1880, segons altres fonts, amb el tenor Andrés Marín Esteban (o Estevan, Teruel, 1843 - Madrid, 1896), tenor i alcalde accidental de Terol, actuant després amb el mateix èxit durant alguns anys. L'any 1879 ambdós van participar en la temporada de primavera de Sevilla, havent-hi destacat la crítica la pobre actuació en l'òpera Les Huguenot. Para la temporada fou contractada la companyia del Teatro Real de Madrid, amb la qual Elisa va cantar també Lucia di Lammermoor i I Puritani, amb millor fortuna. A partir d'aquell moment, el nom, d'Elisa Volpini apareix en la premsa com a possible cantant d'un o altre teatre, però sense confirmació d'actuacions en òperes, tot i que sí en concerts aïllats. Es retirà definitivament del teatre vers l'any 1887.
Va morir a Madrid en febrer de 1907. La crònica de la seva mort del diari El Diluvio i en altres publicacions indicava que va morir amb 67 anys, la qual cosa faria que hagués nascut cap al 1839, no el 1835 com indiquen altres fonts, una hipòtesis reafirmada per les inscripcions de naixement dels seus fills Alfredo i Pedro, nascuts a París en gener de 1862 i novembre de 1867, que indiquen que Elisa tenia aleshores 21 i 27 anys, respectivament.

## Família
El seu fill Alfredo Volpini Villar, nascut el 1862 a París, fou l'empresari del Gran Teatre del Liceu i del Teatro Real de Madrid. La filla Rosa Volpini Villar es va dedicar també al cant, com a soprano i l'any 1880 es va casar amb el baríton italià Napoleone Verger, vidu aleshores de la ballarina Angelina Fioretti. Napoleone era nebot d'Amedeo Verger, l'agent teatral amic del matrimoni Volpini-Villar. Es van casar, doncs, el mateix any tant la mare com la filla.
Pedro Volpini Villar, també conegut com a Volpini del Villar, va fer una important carrera professional als Ferrocarrils del Nord d'Espanya i posteriorment a la Red Nacional de los Ferrocarriles Españoles, rebent l'any 1949 la Medalla al Mèrit del Treball, de segona classe en categoria d'argent, després de quaranta-nou anys de serveis.
El periodista Federico Volpini de Rueda, que fou al llarg de molts anys corresponsal de Radiotelevisión Española a Brussel·les i París, fou besnet d'Elisa Villar. El seu pare, també de nom Federico Volpini i fill d'Alfredo Volpini, fou empresari del Teatre Real de Madrid.
El seu quadrinet Xavier Tondo i Volpini fou un ciclista català, que morí en un lamentable accident l'any 2011.